# Ernest de Munck
Pierre Joseph Ernest de Munck (* 19. Dezember 1840 in Brüssel; † 19. Januar 1915 in London) war ein belgischer Cellist und Komponist.

## Leben und Wirken
Ernest de Munck war ein Sohn des Cellisten François de Munck (1815–1854), der ihm ersten Unterricht erteilte. Bereits im Alter von acht Jahren bestritt er regelmäßig Konzerte. Danach war er Schüler von Adrien-François Servais am Brüsseler Konservatorium, wo er 1855 sein Abschlussdiplom (Premier Prix) erhielt. Nach beendetem Studium weilte er mehrere Jahre in England, wo er zahlreiche Konzerte gab und an der Guildhall School of Music unterrichtete. Von 1868 bis 1870 lebte und wirkte er in Paris. 1871 erhielt de Munck die Position des ersten Cellisten im Hoforchester des Großherzogs Carl Alexander von Sachsen-Weimar-Eisenach. 
1879 heiratete er die Sopranistin Carlotta Patti, mit der er ebenfalls zahlreiche Auftritte bestritt. Nachdem das Paar für einige Jahre in den Vereinigten Staaten von Amerika gelebt hatte, ließ es sich in London nieder. Dort erhielt de Munck eine Professur an der Royal Academy of Music.
De Munck spielte ein Antonio Stradivari zugeschriebenes Cello, datiert auf 1710, welches noch heute unter dem Namen De Munck-Stradivari oder De Munck-Feuermann-Stradivari bekannt ist und sich derzeit im Besitz der Nippon-Stiftung befindet.
Die wenigen Werke Ernest de Muncks sind hauptsächlich Werke für Cello, darunter sein Concerto dramatique, ein Duo Souvenir de Spa für Cello und Klavier und mehrere Etüden.